# Latschesara Stoewa
Latschesara Stoewa (auch Lachezara Stoeva, bulgarisch Лъчезара Стоева; * 1977 in Sofia) ist eine bulgarische Diplomatin und Botschafterin. Sie ist seit Februar 2021 Ständige Vertreterin ihres Landes bei den Vereinten Nationen (UN) in New York. Zuvor war sie im Außenministerium im Bereich der Rüstungskontrolle tätig.

## Berufsweg
Latschesara Stoewa wurde 1977 in Sofia geboren. Sie absolvierte Masterstudien in Politikwissenschaft an der Sofioter Universität „Hl. Kliment Ohridski“ und in europäischer Politik an der London School of Economics. Sie trat 2002 in den diplomatischen Dienst ein und arbeitete im Außenministerium im Bereich Sicherheitspolitik mit Schwerpunkten auf Rüstungskontrolle, Atomwaffensperrvertrag und Fragen der Vereinten Nationen.
Von 2012 bis 2013 leitete Stoewa die für internationale Entwicklungszusammenarbeit und anschließend bis 2014 die Abteilung für Rüstungskontrolle. Sie wurde 2014 an die Ständige Vertretung in New York versetzt, wo sie als Stellvertretung des Ständigen Vertreters amtierte und den Bereich internationale Sicherheit und Abrüstung verantwortete. Im Jahr 2016 wurde sie zur offiziellen Stellvertreterin ernannt, bis sie 2019 an das Außenministerium zurückkehrte um im Bereich der Vereinten Nationen die Leitung der Abteilung für Wirtschaft, Finanzen und Verwaltung zu übernehmen.
Zur Ständigen Vertreterin bei den Vereinten Nationen ernannt, übergab Lachezara Stoeva am 17. Februar 2021 ihr Akkreditierungsschreiben.